# 武汉路站 (洛阳市)
武汉路站是洛阳轨道交通1号线的地铁车站，位于中华人民共和国河南省洛阳市涧西区武汉路与景华路交叉口，于2021年3月28日开通。

## 车站结构
武汉路站位于武汉路与景华路交叉口，沿武汉路设置，呈南北走向，为地下三层岛式站台车站，车站长160.9米，标准段宽19.7米，车站地下一层为站厅层，地下二层为设备层，地下三层为站台层，站台设置全高站台门。
| 地面              | 出入口 | A、C1、C2、D出入口                                                                                    |
| 地下一层          | 站厅   | 客服中心、自动售票机、验票机                                                                          |
| 地下二层          | 设备   | 车站设备                                                                                              |
| 地下三层          | 站台   | \| \| \| █ 1号线往红山（秦岭路） \| \| 島式 · 開左邊车门 \| \| \| \| \| \| █ 1号线往杨湾（长安路） \| |
|                   |        | █ 1号线往红山（秦岭路）                                                                               |
| 島式 · 開左邊车门 |        | |
|                   |        | █ 1号线往杨湾（长安路）                                                                               |

## 出入口
武汉路站目前开放4个出入口，各出口及周围设施如下所示：
| 出口编号            | 照片 | 地点                       | 可到达目的地       |
| ------------------- | ---- | -------------------------- | ------------------ |
| A · 出口            |      | 武汉路（东），景华路（南） | 洛阳市涧西实验小学 |
| C · 1 · 出口        |      | 武汉路（西），武昌路（北） | 洛阳市第四十八中学 |
| C · 2 · 出口        |      | 武汉路（西），武昌路（北） | 河柴医院           |
| D · 出口 · （设有） |      | 武汉路（东），景华路（北） | 中信小学           |
| 图例： 设有         |      |                            |                    |

## 接驳交通

### 公交车
- 景华路武汉路口：60路，72路，72路区间，103路，103路夜，209路
- 武汉路景华路北：35路延长线，60路，72路，72路区间
- 武汉路武昌路口：35路延长线，103路，103路夜

## 历史
本站工程名与正式站名均为武汉路站，以车站所处的武汉路命名。
- 2019年6月10日，车站主体结构封顶[3]。
- 2021年3月28日，车站随1号线通车开通[1]。